# Andrea Rotter

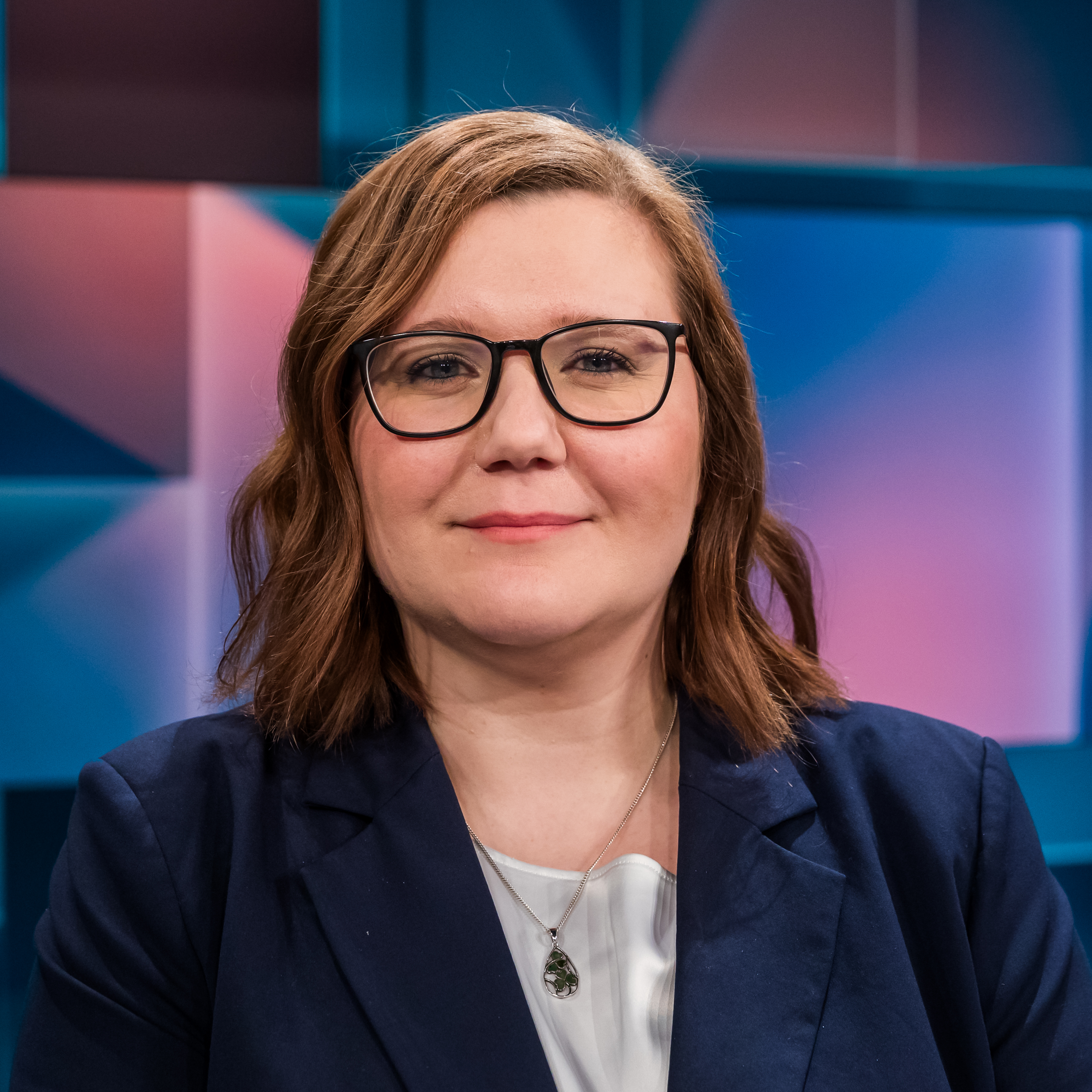
Andrea Rotter, 2025

Andrea Rotter (* 20. Jahrhundert) ist eine deutsche Politikwissenschaftlerin und Leiterin der Abteilung Außen- und Sicherheitspolitik an der Akademie für Politik und Zeitgeschehen der Hanns-Seidel-Stiftung.

## Werdegang
Rotter studierte in Passau International Cultural and Business Studies sowie in Regensburg International Politics and Transatlantic Relations. Daraufhin lehrte sie an der Professur für Internationale Politik und Transatlantische Beziehungen der Universität Regensburg und arbeitete unter anderem für das American Institute for Contemporary German Studies und die Stiftung Wissenschaft und Politik, ehe sie zur Hanns-Seidel-Stiftung wechselte. 2018 war sie Visiting Fellow des German Marshall Fund und des American-German Institute der Johns Hopkins University in Washington, D.C. 2018–2022 war sie Mitglied des Arbeitskreises „Junge Sicherheitspolitiker“ der Bundesakademie für Sicherheitspolitik. Gegenwärtig gehört sie dem erweiterten Vorstand von Women in International Security Deutschland (WIIS) an und leitet das Chapter in München.

## Forschungsschwerpunkte
Ihre Forschungsschwerpunkte liegen auf der transatlantischen Sicherheitskooperation, der deutschen bzw. europäischen Sicherheits- und Verteidigungspolitik sowie der Weltraumsicherheitspolitik. Hier befasst sie sich v. a. mit der strategischen Bedeutung des Weltraums im Kontext geopolitischer Rivalität.

## Veröffentlichungen (Auswahl)
- Sicherheitspolitische Herausforderungen im Weltraum: Handlungsbedarfe und Empfehlungen für Deutschland, Arbeitspapier Sicherheitspolitik Nr. 8/2021
- zus. mit Antje Nötzold, Enrico Fels, Moritz Brake (Hrsg.): Strategischer Wettbewerb im Weltraum. Politik, Recht, Sicherheit und Wirtschaft im All. Springer VS, Wiesbaden 2024, ISBN 978-3-658-42601-9.